# Hannah Montana: The Movie
Hannah Montana:The Movie este coloana sonoră a filmului Hannah Montana.
Coloana sonoră a filmului conține 18 piese,3 dintre ele fiind la început produse pentru alte albume (The Climb, Back To Tennessee și Don't Walk Away). De asemenea,piesele Let's Get Crazy, Let's Do This, Butterfly Fly Away,Bless The Broken Road și Backwards sunt conținute și pe alte albume.Piesele „Let's Do This”
și „Spotlight” nu sunt prezentate decât în generic,piesa „What's Not To Like” nu este prezentată în film iar „Rockstar” nu este conținută pe coloana sonoră. În România albumul s-a lansat în vara anului 2009.
- Hannah Montana cântă 7 piese
- Miley Cyrus cântă 5 piese (1 compusă)
- Billy Ray Cyrus cântă 2 piese (1 compusă)
- Taylor Swift cântă o piesă (2 compuse)
- Rascal Flatts cântă 2 piese (2 compuse)
- Steve Rushton cântă 2 piese.

Albumul a fost lansat la data de 23 martie 2009 pentru promovarea filmului,de Walt Disney Records.Toate cântecele de pe album au fost acceptate de regizorul Peter Chelsom.Mathew Gerrard (care a compus The Best Of Both Worlds) și John Shanks au compus majoritatea pieselor cântate de Miley Cyrus și Hannah Montana.Albumul conține un remix al piesei Best Of Both Worlds,numit „2009 Movie Mix”.Principalii compozitori pentru album sunt Miley Cyrus,Taylor Swift,Mathew Gerrard și John Hanks.Versurile vorbesc despre temele principale ale filmului: dragostea,familia,integritatea și faima.
Albumul a ajuns pe locul întâi în Billboard Hot 200 și numeroase alte clasamente internaționale.De asemenea,primit o nominalizare la American Music Awards,pentru "Cea Mai Bună Coloană Sonoră" (alături de alt album Hannah Montana -HM 3) dar a pierdut în favoarea albumului Twilight.Piesa „The Climb” a ajuns pe locul 4 în Billboard Hot 100 și a primit numeroase premii (printre care premiul „Best Song In A Movie” la MTV Movie Awards 2009),și o nominalizare respinsă la Premiile Grammy.Piesele „You'll Always Find Your Way Back Home”,„Back to Tenneessee”,„Butterfly Fly Away”,„HoeDown ThrowDown” și „Don't Walk Away” au fost pe lista preferatelor pentru nominalizarea la Oscar 2010,la categoria "Best Original Song".
Albumul a fost promovat la Radio Disney, Disney Channel, ABC și în numeroase locații.Miley Cyrus a cântat 4 piese din film în cadrul turneului ei mondial din 2009.

## Producerea și compunerea
Majoritatea pieselor au fost oferite lui Peter Chelsom,regizorul filmului,pentru a fi incluse. Spre deosebire de alte filme muzicale,personajele nu încep să cânte replicile ce trebuie vorbite.
Miley Cyrus a compus "Don't Walk Away" (deoarece trebuia să apară pe albumul ei "Breakout").Cântecul "HowDown ThrowDown" este un cântec Country,cu influențe pop,dance și hip-hop.Cântecul "Dream" este un cover al melodiei "Dream,Dream,Dream" de pe primul album al Dianei DeGarno "Blue Skies". Jessi Alexander a compus "The Climb" în drum spre casă."The Climb" este o melodie despre depășirea obstacolelor din viață.Sub numele de Hannah Montana, Cyrus cântă "Let's Do This","Let's Get Ctazy" (de pe albumul Hannah Montana 3),"You'll always find your way back home" (compusă de Taylor Swift),"Spotlight","The Good Life" (ambele compuse de Mathew Gerrard),remixul temei muzicale a serialului - The Best Of Both Worlds 2009 Moxie Mix și o piesă care nu este inclusă în film - "What's Not To Like".De asemenea,Cyrus cântă împreună cu tatăl ei melodia "Butterfly Fly Away" (a treia temă muzicală a filmului).Cele patru teme muzicale principale sunt: Familia (Butterfly fly away),faima (Best Of Both Worlds) dragostea (Dream) și perseverența (The Climb)."
Numeroși alți artiști apar pe album.Taylor Swift apare cu balada Crazier dar și precum compozitoare ("You'll Always Find Your Way Back Home").Billy Ray Cyrus cântă "Back to Tenneessee" de pe albumul sofomor,Steve Rushton cântă două piese -Everything I want și Game Over! iar Rascal Flatts interpretează variantele acustice ale pieselor "Backwards" și "Bless The Broken Road".Multe alte piese sunt prezentate în film,dar nu apar pe coloana sonoră.

## Structura Muzicală
Ca și structură,albumul este unul Country, dar numeroase piese aparțin genurilor muzicale Pop, Teen Pop, Adult Contemporany și Country-Pop, cu infuențe de Hip-Hop, Soul, Rock și Dance. . Melodiile pop sunt cântate majoritar de Hannah Montana,iar baladele de Miley Cyrus și Taylor Swift.Cele mai multe piese up-tempo sunt cântate de Hannah Montana.Piesele "You'll Always Find Your Way Back Home" , "Let's Get Crazy" și "Spotlight" sunt cel mai bun exemplu de pop adevărat.Cântecele lui Cyrus sunt mid-tempo."HoeDown" îmbină muzica country cu popul , hip-hopul , R%B ul și dance-ul. Melodiile "The Climb" și "Crazier" sunt balade,prima fiind una puternică iar a doua una de vals. O altă baladă, country, este „Butterfly Fly Away”.  "Backwards" ridiculizează muzica country.

## Recepție

### Recepția Criticilor
| # | Sursa                | Calificativ |
| - | -------------------- | ----------- |
| 1 | About.com            | [ 6 ]       |
| 2 | Allmusic             | [ 7 ]       |
| 3 | Entertainment Weekly | (B)         |

Albumul a primit recenzii pozitive din partea majorității criticilor specializați.Warren Truitt de la [www.about.com],a precizat că Cyrus începe să atragă o audiență mai matură prin noile melodii. Tot el a comparat-o pe Miley cu artiste precum Shania Twain ("Dream"),Kelly Clarkson ("Don't Walk Away"),Avril Lavigne ("The Good Life") și Gwen Stefani ("Spotlight" și "Let's Get Crazy").

### Premii și Nominalizări
"Hannah Montana: The Movie" a fost nominalizat la Teen Choice Awards 2009 la categoria "Choice Music: Favorite Soundtrack" și la American Music Awards la categoria "Favorite Soundtrack" dar în ambele cazuri a pierdut în defavoarea albumului "Twilight". Piesa "The Climb" a câștigat premiul "Best Song From A Movie" la MTV Movie Awards și o nominalizare respinsă la Premiile Grammy. Cinci piese de pe albumul de coloană sonoră - "Back to Tennessee", "Butterfly Fly Away", "Don't Walk Away", "Hoedown Throwdown", și "You'll Always Find Your Way Back Home" au fost incluse pe lista propunerilor pentru o nominalizare la Oscar 2010,la categoria "Best Original Song".

## Promovare

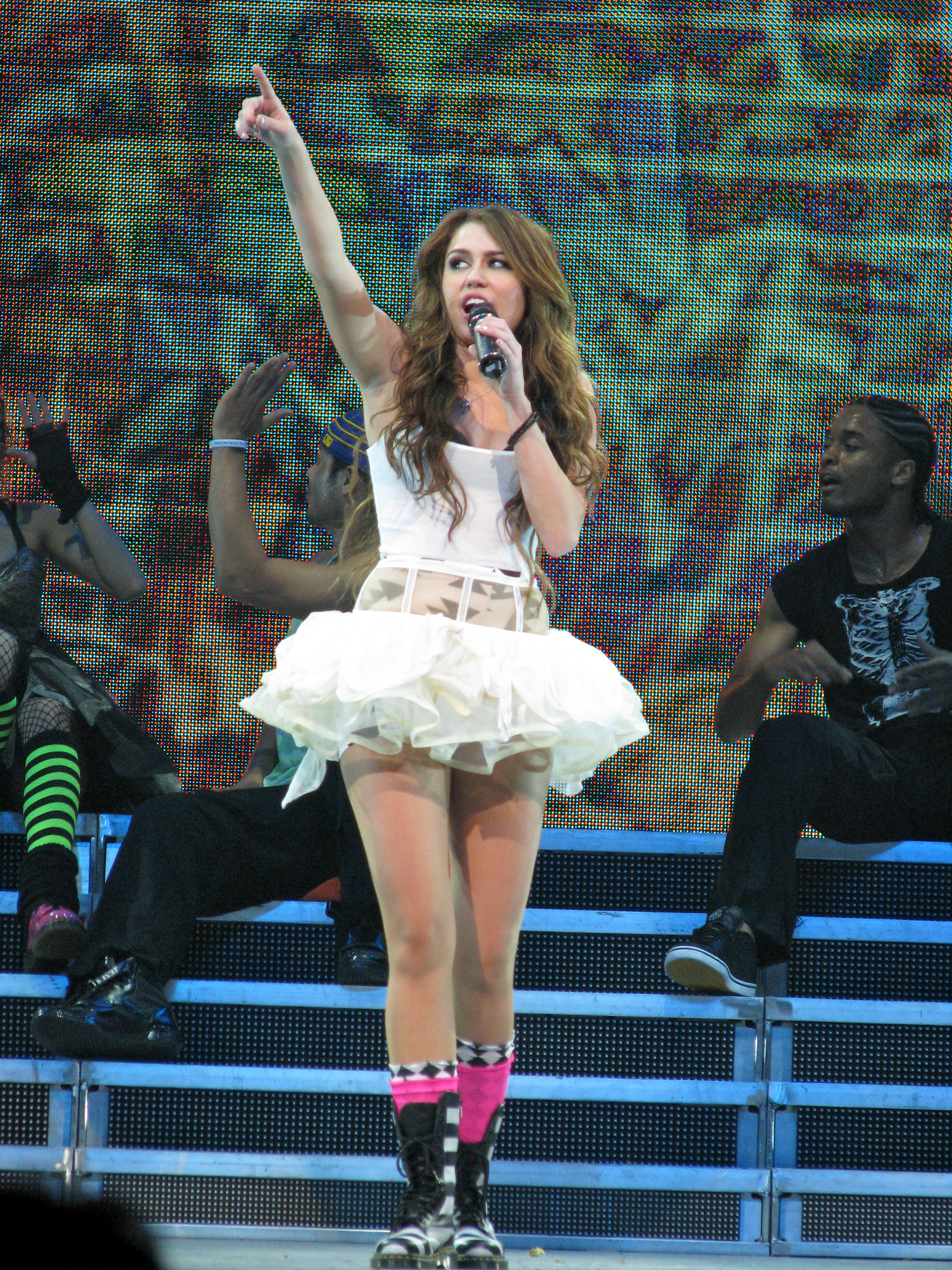
Miley Cyrus cântând

Pe 10 octombrie 2008 ,  Hannah Montana a cântat "Let's Get Crazy" , "Let's Do This" și "Best Of Both Worlds 2009 Movie Mix" la concertul de promovare al sezonului 3. Pe 19 ianuarie 2009 Cyrus a cântat în premieră "The Climb" la concertul de inaugurare al Președintelui Barack Obama.Ea a cântat piese de pe coloana sonoră în numeroase emisiunii,precum American Idol, Jay Leno, "Good Morning America", The AOL Sessions, etc.

### Piese Promovate
De pe "Hannah Montana: The Movie" au fost promovate 7 piese.Trei dintre ele ca discuri single.
The Climb a fost lansat ca single-ul principal al albumului. A ajuns pe locul 4 în Billboard Hot 100 și pe locul 1 în Hot Adult Contemporany.
Hoedown Throwdown a fost lansat ca al doilea disc single de pe "Hannah Montana: The Movie",ajungând în Top 10 în clasamentele din Irlanda și pe locul 18 în Billboard Hot 100.
You'll always find your way back home nu a fost lansat ca un single dar a fost promovat.A ajuns pe locul 91 în Billboard Hot 100 și în clasamente din alte 5 țări.
Let's Get Crazy este un single de pe Hannah Montana 3. A ajuns în Billboard Hot 100 și în topurile din Irlanda.
Let's Do This este un alt single de pe "Hannah Montana 3".
Crazier este un disc single de promovare al lui Taylor Swift.A ajuns în top 10 în Billboard Hot 100 și pe locul 7 în clasamentul pieselor country.
Butterfly Fly Away este al doilea disc single de promovare de pe album.

## Lista pieselor

### Versiunea Standard
| #  | Titlu                                      | Cântăreț(i)                     | Compozitor(i)                                                                                                  | Durată |
| -- | ------------------------------------------ | ------------------------------- | --- | ------ |
| 1  | "You'll always find your way back home"    | Hannah Montana                  | Taylor Swift and Martin Johnson                                                                                | 3:45   |
| 2  | "Let's Get Crazy"                          | Hannah Montana                  | Colleen Fitzpatrick, Michael Kotch, Dave Derby, Michael "Smidi" Smith, Stefanie Ridel, Mim Nervo and Liv Nervo | 2:37   |
| 3  | "The Good Life"                            | Hannah Montana                  | Matthew Gerrard and Bridget Benenate                                                                           | 2:59   |
| 4  | "Everything I Want"                        | Steve Rushton                   | Steve Rushton                                                                                                  | 3:53   |
| 5  | "Don't Walk Away"                          | Miley Cyrus                     | Miley Cyrus, John Shanks and Hillary Lindsey                                                                   | 2:48   |
| 6  | "Hoedown Throwdown"                        | Miley Cyrus                     | Adam Anders and Nikki Hassman                                                                                  | 3:02   |
| 7  | "Dream"                                    | Miley Cyrus                     | John Shanks and Kara DioGuardi                                                                                 | 3:23   |
| 8  | "The Climb"                                | Miley Cyrus                     | Jessi Alexander and Jon Mabe                                                                                   | 3:57   |
| 9  | "Butterfly Fly Away"                       | Miley Cyrus and Billy Ray Cyrus | Glen Ballard and Alan Silvestri                                                                                | 3:10   |
| 10 | "Backwards" (Acoustic)                     | Rascal Flatts                   | Marcel and Tony Mullins                                                                                        | 3:25   |
| 11 | "Back to Tennessee"                        | Billy Ray Cyrus                 | Billy Ray Cyrus, Tamara Dunn and Matthew Wilder                                                                | 4:17   |
| 12 | "Crazier"                                  | Taylor Swift                    | Taylor Swift and Robert Ellis Orrall                                                                           | 3:13   |
| 13 | "Bless the Broken Road" (Acoustic)         | Rascal Flatts                   | Bobby Boyd, Jeff Hanna and Marcus Hummon                                                                       | 3:55   |
| 14 | "Let's Do This"                            | Hannah Montana                  | Derek George, Tim Owens, Adam Tefteller and Ali Theodore                                                       | 3:32   |
| 15 | "Spotlight"                                | Hannah Montana                  | Scott Cutler and Anne Preven                                                                                   | 3:07   |
| 16 | "Game Over"                                | Steve Rushton                   | Steve Rushton, Antony Westgate and Nigel Clark                                                                 | 3:53   |
| 17 | "What's Not To Like"                       | Hannah Montana                  | Matthew Gerrard and Robbie Nevil                                                                               | 3:14   |
| 18 | "The Best of Both Worlds (2009 Movie Mix)" | Hannah Montana                  | Matthew Gerrard and Robbie Nevil                                                                               | 3:07   |

### Versiunea Karaoke
Versiunea "Disney Karaoke Series" cuprinde atât negativul,cât și varianta vocală a 8 piese de pe album:
1. "You'll Always Find Your Way Back Home"
2. "The Good Life"
3. "Don't Walk Away"
4. "HoewDown ThrowDown"
5. "Dream"
6. "The Climb"
7. "Spotlight"
8. "What's Not To Like"

## Clasamente
| Clasament (2009)             | Loc |
| ---------------------------- | --- |
| Australian ARIA Albums Chart | 6   |
| Austrian Albums Chart        | 1   |
| Ultratop 50 (Flandra)        | 54  |
| Ultratop 50 (Wallonia)       | 18  |
| Brazil Top 10 Albums ABPD    | 2   |
| Canadian Albums Chart        | 1   |
| Danemarca                    | 9   |
| Finlanda                     | 26  |
| Franța                       | 32  |
| Mahasz (Ungaria)             | 2   |
| Mexic                        | 3   |
| RIANZ Noua Zeenlandă         | 1   |
| Norvegia                     | 2   |
| Polonia                      | 3   |
| Portugalia                   | 1   |
| Spania                       | 1   |
| Suedia                       | 9   |
| Elveția                      | 13  |
| S.U.A. Billboard 200         | 1   |
| S.U.A. Albume Country        | 1   |
| S.U.A. Top Soundtracks       | 1   |

## Personal
- Peter Chelsom – producător executiv
- Desirée Craig Ramos – director
- Scott Cutler – producător
- Billy Ray Cyrus – voci;compozitor
- Miley Cyrus – voci;compozitor
- Rascal Flatts – voci
- Matthew Gerrard
- Mark Hagen
- Paul David Hager – mixing
- Nikki Hassman
- Dann Huff
- Glen Lajeski – compozitor
- Mitchell Leib –
- Russ "Russwell" Long
- Jeremy Luzier – mixing
- Gavin MacKillop
- Joseph Magee – mixing
- Fred Maher- mixing
- Steve Rushton – voci
- John Shanks – compozitor
- Anabel Sinn – design
- Taylor Swift – compozitor;producător;voci
- Monica "Blackheart" Zierhut – producător

## Data Lansării
| Regiune       | Data           | Casa de Discuri       | Format               |
| ------------- | -------------- | --------------------- | -------------------- |
| Australia     | 23 martie 2009 | Walt Disney Records   | CD, download digital |
| Franța        | 23 martie 2009 | Walt Disney Records   | CD, download digital |
| Elveția       | 23 martie 2009 | Walt Disney Records   | CD, download digital |
| Regatul Unit  | 23 martie 2009 | EMI Records           | CD, download digital |
| Canada        | 24 martie 2009 | Walt Disney           | CD, download digital |
| Statele Unite | 24 martie 2009 | Walt Disney           | CD, download digital |
| Asia          | 24 martie 2009 | Universal Music Group | CD, download digital |
| Olanda        | 25 martie 2009 | Capitol Records       | CD, download digital |
| Austria       | 27 martie 2009 | Walt Disney           | CD, download digital |
| Germania      | 27 martie 2009 | Walt Disney           | CD, download digital |
| România       | 23 iulie 2009  | Universal Music Group | CD                   |
| Karaoke       |                |                       |                      |
| Statele Unite | 18 august 2009 | Walt Disney           | CD                   |